# Биртаев, Кудайберген
Кудайберген Биртаев — выдающийся казахский пастух, Герой Социалистического Труда.

## Биография и трудовая деятельность
Происходит из рода Шымыр племени дулат.
Кудайберген Биртаев родился в 1928 году в деревне Биназар совхоза «Коктерекский» Сыр-Дарьинского округа (ныне Мойынкумский район Жамбылской области Казахстана), там же и вырос. Трудовую деятельность начал в возрасте 17 лет в качестве водителя трактора, затем водителем автомобиля. В 1957 году начал работать старшим пастухом (чабаном).
Умело применяя свои знания и опыт, К. Биртаев достиг выдающихся показателей в животноводстве. За 1963 год он получил 150 ягнят от каждой сотни овцематок; за 1964—173, а в 1965 году — 158, суммарно за эти три года вырастив более трёх тысяч голов ягнят. Это позволило ему перевыполнять в эти годы план сдачи государству каракульских смушек, оценённых притом как первосортные, на 80—90 %. За отличные показатели в работе в 1964 году ему вручена бронзовая медаль Всесоюзной выставки достижений народного хозяйства, а в 1966 году он был удостоен высшей награды — звания Героя Социалистического Труда.
В 1982 году Мойынкумский райком профсоюза работников сельского хозяйства и райсельского управления[прояснить] награждает К. Биртаева Почетной грамотой за получение 155 ягнят от 100 овцематок.
Кудайберген Биртаев с супругой Тыныш воспитал трёх сыновей и двух дочерей. В 1988 году выдающийся овцевод погиб в автокатастрофе.

## Память
В районном центре установлен памятник Герою Социалистического Труда. Связанные с ним документы и экспонаты хранятся в музее имени Жазылбека Куанышбаева.
В деревне Биназар, где Биртаев вырос, есть улица его имени.